# NGC 1358
NGC 1358 (другие обозначения — MCG -1-10-3, PGC 13182) — линзообразная галактика в созвездии Эридан.
Этот объект входит в число перечисленных в оригинальной редакции «Нового общего каталога».
Галактика NGC 1358 входит в состав группы галактик NGC 1417. Помимо NGC 1358 в группу также входят ещё 12 галактик.
В 2009 году проводилось фотометрическое сравнение галактики с компьютерной симуляцией задачи n-тел. Модель показала хорошее согласования и указала на то, что большую роль на формирование структуры бара играет обмен углового момента.
Имеет активное ядро и относится к сейфертовским галактикам типа II. Около ядра NGC 1358 были обнаружены два облака из газа, распололженные на противоположных его сторонах. Скорее всего, они образовались во время «вспышки» активности ядра.